# Myst
Myst is een avonturenspel dat uitkwam in 1993, en is het eerste deel in de gelijknamige reeks computerspellen. Myst werd ontwikkeld door Cyan Worlds en voor de ontwikkeling van het spel zijn 3D-computermodellen gebruikt.

## Korte samenvatting

Een linkboek in Myst.

De speler, in de vorm van een AFGNCAAP, is beland op een mysterieus verlaten eiland en vindt daar aanwijzingen over het familiedrama dat zich daar heeft afgespeeld. Het gaat om de familie van Atrus, die de kunst verstaat boeken te schrijven waarmee een verbinding tot stand komt met andere werelden (Ages). Wie het verbindingspaneel voorin zo'n boek (een afbeelding van de wereld waarmee verbinding wordt gemaakt) aanraakt, wordt naar de beschreven wereld getransporteerd. Atrus is getrouwd met Catherine, over wie de speler verder niets te weten komt. Ze hebben twee kinderen, Sirrus en Achenar.
Deze zonen blijken gevangen te zitten in zulke boeken. Omdat er pagina's ontbreken aan deze verbindingsboeken kunnen ze zich nauwelijks verstaanbaar maken. De speler moet daarom naar enkele andere werelden (Ages) gaan om daar de ontbrekende bladzijden op te sporen. Wanneer de communicatie beter wordt, beweren beiden het slachtoffer te zijn van elkanders streken alsook die van hun vader. Deze laatste zou een snoodaard zijn. Het is aan de speler om uit te zoeken wie de waarheid spreekt en wie er schuldig is.
Tijdens het spelen ontdekt de speler vier boeken waarmee een persoon naar de wereld kan reizen die het boek beschrijft. De kunst van het schrijven werd beoefend door de D'ni (uitgesproken als 'dunnie'), een oude beschaving die leefde in een grote grot in de diepten van de aarde. Om het spel te voltooien moet de speler Myst-eiland verkennen. Hier zullen aanwijzingen en toegangspoorten naar verbonden ages zijn, die elk een mini-wereld op zichzelf is. Deze verbonden ages heten Selenitic, Stoneship, Mechanical en Channelwood, en worden toegankelijk na het oplossen van een bijbehorende puzzel. Wanneer elke age is bezocht kan de hoofdpuzzel op Myst-eiland worden opgelost.

## Succes
Het succes van Myst zorgde ervoor dat het spel het bestverkochte spel in die tijd werd, met een totaal van ruim 6 miljoen verkochte exemplaren in 2000. In 2002 werd dit record verbroken door The Sims. Myst legde de basis voor een succesvolle spelreeks, met vier vervolgdelen, een aantal afgeleiden spellen, en drie boeken.
Daarnaast zorgde Myst ook voor de snelle adoptie van cd-rom-technologie en multimedia in nieuwe pc's.

## Remasters
Myst kreeg in de loop der tijd meerdere remasterde versies. Zo kwam Myst: Masterpiece Edition uit in 2000, met verbeterde graphics en geluid. In 2002 verscheen realMyst, waarin de speler vrij kan rondlopen in plaats van te klikken op stilstaande beelden, en er verscheen een nieuwe age, genaamd Rime. In 2014 verscheen realMyst: Masterpiece Edition, dat de graphics nog verder verbeterde ten opzichte van realMyst.

## Platforms
| Jaar | Platform                             |
| ---- | ------------------------------------ |
| 1993 | Macintosh, Windows 3.x               |
| 1994 | SEGA Saturn                          |
| 1995 | 3DO, Jaguar CD, PlayStation, Windows |
| 1996 | CD-i                                 |
| 1997 | Amiga                                |
| 2005 | Windows Mobile                       |
| 2006 | PSP                                  |
| 2007 | Nintendo DS                          |
| 2009 | iPhone                               |
| 2012 | PlayStation 3 (PSN), Nintendo 3DS    |
| 2020 | Oculus Quest, Oculus Quest 2         |

## Ontvangst
| Beoordeeld door      | Platform    | Datum            | Score |
| -------------------- | ----------- | ---------------- | ----- |
| The DOS Spirit       | Windows     | 13 december 2011 | 100%  |
| Quandary             | Windows     | april 1999       | 100%  |
| AmigaInfo            | Amiga       | januari 1998     | 96%   |
| Jeuxvideo.com        | Windows 3.x | 9 mei 2013       | 95%   |
| PC Review UK         | Windows 3.x | juni 1994        | 90%   |
| GameSpot             | Windows     | 1 mei 1996       | 89%   |
| FOK!games            | iPhone      | 22 mei 2009      | 78%   |
| neXGam               | Jaguar      | 2004             | 76%   |
| PC Games (Duitsland) | Windows 3.x | juni 1994        | 75%   |
| Power Play           | Windows 3.x | mei 1994         | 60%   |

## Trivia
- Het spel is opgenomen in het boek 1001 Video Games You Must Play Before You Die van Tony Mott.